# From ARGONAVISのディスコグラフィ
from ARGONAVISのディスコグラフィは、ブシロードのメディアミックスプロジェクト『from ARGONAVIS』に関するCD作品についてまとめた項目。関連する映像ソフトに関しても併せて記載する。
以下、ボーカル曲は太字にて表記。

## Argonavis
メンバー
- Vo. 七星蓮（声 - 伊藤昌弘）
- Gt. 五稜結人（声 - 日向大輔）
- Ba. 的場航海（声 - 前田誠二）
- Key. 桔梗凛生（声 - 森嶋秀太）
- Dr. 白石万浬（声 - 橋本祥平）

一部の楽曲では、ボーカル以外のメンバーがコーラスや一部パートを担当。

### シングル（Argonavis）

#### ゴールライン
Argonavisの1stシングル。2019年2月20日発売。
エピソード
ゴールライン
- プロデューサーの北岡は「キーの高低差がかなりあって、誰もが簡単に歌える曲ではない」「伊藤昌弘さんがいなければ形にできなかった」と語る。
- プロジェクトが「from ARGONAVIS」と改名されてからの初のライブ「ARGONAVIS LIVE 1st LIVE -始動-」のアンコールでは、「新たなスタートの日」という思いをこめて、全バンドの全メンバーによる歌唱・演奏で披露された。

収録曲
CD
1. ゴールライン (4:16)
  - 作詞：中村航・渡辺拓也、作曲・編曲：渡辺拓也

2. 流星雨 (4:45)
  - 作詞：中村航、作曲・編曲：渡辺拓也

3. 逢のうた (4:05)
  - 作詞：中村航、作曲・編曲：斉藤信治

4. ゴールライン（instrumental）
5. 流星雨（instrumental）
6. 逢のうた（instrumental）

Blu-ray Disc（初回限定盤のみ）
- 「ゴールライン」Music Video
- Making of "ゴールライン" Music Video

発売形態
| 発売日        | タイトル     | 販売形態   | 規格品番   | 形態       | 初回生産特典 |
| ------------- | ------------ | ---------- | ---------- | ---------- | --- |
| 2019年2月20日 | ゴールライン | CD+Blu-ray | BRMM-10178 | 初回限定盤 | 『BanG Dream! Argonavis 1st LIVE』抽選応募申込券 『BanG Dream! Argonavis 1st LIVE』来場者特典引換券 オリジナルカード1枚（全5種） |
| 2019年2月20日 | ゴールライン | CD         | BRMM-10179 | 通常盤     | 『BanG Dream! Argonavis 1st LIVE』抽選応募申込券 『BanG Dream! Argonavis 1st LIVE』来場者特典引換券 オリジナルカード1枚（全5種） |

タイアップ
| # | 曲名             | タイアップ                                                                                 | 出典        |
| - | ---------------- | ------------------------------------------------------------------------------------------ | ----------- |
| 1 | 「ゴールライン」 | ブシロード・『カードファイト!! ヴァンガード』CMソング（プレミアムコレクション2019 V-SS01） | [ 6 ] [ 7 ] |

#### STARTING OVER/ギフト
Argonavisの2ndシングル。2019年8月21日発売。
エピソード
- 初の両A面シングルとなっている。
- レコーディングの際、伊藤昌弘は「七星蓮がロックを歌うとどういう感じになるか」を意識した[11]。

「STARTING OVER」
- ラップパートを五稜結人（日向大輔）が担当している。「過去の自分を越えて、今を生きていこう」というメッセージ性が強い歌詞になっている[11]。

「ギフト」
- タイアップ先の『カードファイト!! ヴァンガード 新右衛門編』の内容とリンクする内容になっている。

収録曲
CD
1. STARTING OVER (3:49)
  - 作詞：中村航・ASH DA HERO、作曲：ASH DA HERO、編曲：渡辺拓也

2. ギフト (4:38)
  - 作詞：中村航、作曲：白神真志朗、編曲：廣澤優也

3. ボイスドラマ「ある夏の日」 (19:02)
4. STARTING OVER（instrumental）
5. ギフト（instrumental）

Blu-ray Disc（生産限定盤のみ）
- 『BanG Dream! Argonavis 1st LIVE』LIVE映像

1. ゴールライン
2. Steady Goes！
3. 流星雨
4. メリッサ（Cover：ポルノグラフィティ）
5. READY STEADY GO（Cover：L'Arc〜en〜Ciel）
6. GO!!!（Cover：FLOW）
7. VOICE
8. ゴールライン

- 『BanG Dream! Argonavis 1st LIVE』バックステージ映像

発売形態
| 発売日        | タイトル             | 販売形態   | 規格品番   | 形態       | 初回生産特典                                                                                |
| ------------- | -------------------- | ---------- | ---------- | ---------- | ------------------------------------------------------------------------------------------- |
| 2019年8月21日 | STARTING OVER/ギフト | CD+Blu-ray | BRMM-10206 | 初回限定盤 | 『BanG Dream! Argonavis 2nd LIVE』抽選応募申込券 ヴァンガード特製ギフトマーカー1枚（全5種） |
| 2019年8月21日 | STARTING OVER/ギフト | CD         | BRMM-10207 | 通常盤     | 『BanG Dream! Argonavis 2nd LIVE』抽選応募申込券 ヴァンガード特製ギフトマーカー1枚（全5種） |

タイアップ
| # | 曲名              | タイアップ                                                                                           | 出典   |
| - | ----------------- | --- | ------ |
| 1 | 「STARTING OVER」 | PlayStation 4 / Nintendo Switch専用ゲームソフト『カードファイト!! ヴァンガード エクス』 テーマソング | [ 10 ] |
| 2 | 「ギフト」」      | テレビアニメ『カードファイト!! ヴァンガード 新右衛門編』 エンディングテーマ                          | [ 10 ] |

#### 星がはじまる
Argonavisの3rdシングル。2020年4月29日発売。
表題曲「星がはじまる」はテレビアニメ『アルゴナビス from BanG Dream!』のオープニングテーマに起用された。
収録曲
CD
1. 星がはじまる (4:21)
  - 作詞：中村航・田淵智也（UNISON SQUARE GARDEN）、作曲：田淵智也、編曲：渡辺拓也

2. Steady Goes! (4:54)
  - 作詞：中村航、作曲：廣澤優也（HANO）・青木宏憲（HANO）、編曲：廣澤優也・青木宏憲

3. What-if Wonderland!! (3:55)
  - 作詞：栁舘周平・田淵智也、作曲：栁舘周平・田淵智也、編曲：栁舘周平

4. ボイスドラマ「星のはじまり」 (6:24)

Blu-ray Disc（生産限定盤のみ）
- アニメ『アルゴナビス from BanG Dream!』オープニング「星がはじまる」ノンクレジットVer.
- Argonavis 0-LIVE SELECTION

- Argonavis 0-1st LIVE -始動- 2018.7.29.下北沢GARDEN

ギターの日向大輔、ベースの前田誠二、キーボードの森嶋秀太の3人編成で開催。
1. Steady Goes！
2. 青い栞（Cover：Galileo Galilei）

- Argonavis 0-2nd LIVE -始動- 2018.9.15.下北沢GARDEN

ボーカルの伊藤昌弘が加入した。
1. メリッサ（Cover：ポルノグラフィティ）
2. GO!!!（Cover：FLOW）

- Argonavis 0-BEYOND LIVE -始動- 2018.12.10.下北沢GARDEN

ドラムスの橋本祥平が加入した。
1. 君じゃなきゃダメみたい -Acoustic ver.-（Cover：オーイシマサヨシ）
2. Steady Goes！

発売形態
| 発売日        | タイトル     | 販売形態   | 規格品番   | 形態       | 初回生産特典 |
| ------------- | ------------ | ---------- | ---------- | ---------- | --- |
| 2020年4月29日 | 星がはじまる | CD+Blu-ray | BRMM-10259 | 初回限定盤 | 発売記念プレゼントキャンペーン応募用紙 『ライブ・ロワイヤル・フェス2020』抽選応募申込券 フィルム風カード1枚（全10種） |
| 2020年4月29日 | 星がはじまる | CD         | BRMM-10260 | 通常盤     | 発売記念プレゼントキャンペーン応募用紙 『ライブ・ロワイヤル・フェス2020』抽選応募申込券 フィルム風カード1枚（全10種） |

作品背景
ボーカルの伊藤昌弘は、作曲者・廣澤優也との対談の中で、「『星がはじまる』は最初のテイクの収録後、志願して再収録を行った」と明かしている。最終的には両テイクを混ぜる形で完成し、「七星蓮というキャラクター」として「より良い歌い方になった」と話している。
これに対し、廣澤は「リテイクの相談があった際は少し驚いた」と語るも、「アーティストとしての自我が芽生えた瞬間だと思う」とも話している。

#### JUNCTION/Y
Argonavisの4thシングル。2021年5月26日発売。
表題曲「Y」はテレビアニメ『カードファイト!! ヴァンガード overDress』のエンディングテーマに起用された。
生産限定盤のBlu-ray Discには『MixChannel Presents ARGONAVIS Special Live -Starry Line-』LIVE全編を収録。

#### 可能性/Stand by me!!
『可能性/Stand by me!!』は2021年7月14日に発売されたArgonavisの5thシングル。両A面シングルとなっている。

表題曲「可能性」はテレビアニメ「ぼくたちのリメイク」EDテーマに起用されている。
収録曲
CD
1. 可能性
  - 作詞・作曲：北澤ゆうほ（the peggies）、編曲：渡辺拓也

2. Stand by me!!
  - 作詞：中村航、作曲：小高光太郎・Re:nG、編曲：Re:nG・佐鳥研斗

Blu-ray Disc（生産限定盤のみ）
- TVアニメ『アルゴナビス from BanG Dream!』#1〜#2

発売形態
| 発売日        | タイトル             | 販売形態   | 規格品番   | 形態       | 初回生産特典                                                                               |
| ------------- | -------------------- | ---------- | ---------- | ---------- | ------------------------------------------------------------------------------------------ |
| 2021年7月14日 | 可能性/Stand by me!! | CD+Blu-ray | BRMM-10426 | 初回限定盤 | 「ライブ・ロワイヤル・フェス 1st Round 前哨戦」投票券 （限定盤5ポイント、通常盤1ポイント） |
| 2021年7月14日 | 可能性/Stand by me!! | CD         | BRMM-10427 | 通常盤     | 「ライブ・ロワイヤル・フェス 1st Round 前哨戦」投票券 （限定盤5ポイント、通常盤1ポイント） |

作品背景・内容
可能性
- 「リスタート」同様、the peggiesの北澤ゆうほが制作しており、「リスタート」制作の数週間後に作られた。短期間で弾き語りのデモが作られ、これを渡辺拓也が編曲する形で作成された。
- 音楽統括プロデューサー・北岡那之は、インタビューの中で「Argonavisでありそうでなかったメロディ展開で、新しいようでちょっと90年代も感じられる」と説明している。
- 『ぼくたちのリメイク』のエンディングテーマに起用されており、番組の物語やアニメの制作チームのオーダーをもとに北澤が歌詞を制作した。北岡は「常に挑戦を続けるArgonavisの姿勢に合っている」と述べている。

Stand by me!!
- 2019年ごろに制作された楽曲であり、アプリ開発チーム側からの依頼で、七星蓮を主題とした内容となっている。
- ボーカルであり、蓮を演じる伊藤昌弘は「キャラクターとして歌うことについて、よくわかっていなかった」と振り返っている。
- 伊藤は、新曲である「可能性」との両A面でリリースされることについて「少し恥ずかしい」としつつも、「[前略]あえてこの2曲が同じシングルになっている意味を考えると、Argonavisとして今まで活動してきた成長を見ていただける」と受け止めている。

### アルバム（Argonavis）

#### Starry Line
Argonavisの1stアルバム。2020年8月12日発売。
表題曲「Starry Line」をはじめ、全曲がテレビアニメ『アルゴナビス from BanG Dream!』の挿入歌（「星がはじまる」はオープニングテーマ、「雨上がりの坂道」はエンディングテーマ）に起用されている。
収録曲
CD

1. Starry Line (4:31)
  - 作詞：中村航・田淵智也（UNISON SQUARE GARDEN）、作曲：田淵智也・栁舘周平、編曲：栁舘周平

2. Steady Goes! (4:54)
  - 作詞：中村航、作曲：廣澤優也（HANO）・青木宏憲（HANO）、編曲：廣澤優也・青木宏憲

3. 星がはじまる (4:21)
  - 作詞：中村航・田淵智也、作曲：田淵智也、編曲：渡辺拓也

4. ゴールライン (4:16)
  - 作詞：中村航・渡辺拓也、作曲・編曲：渡辺拓也

5. STARTING OVER (3:49)
  - 作詞：中村航・ASH DA HERO、作曲：ASH DA HERO、編曲：渡辺拓也

6. AGAIN (3:10)
  - 作詞：中村航、作曲：SHiNNOSUKE（ROOKiEZ is PUNK'D/S.T.U.W）、編曲：YOUSAY

7. 流星雨 Acoustic Ver. (4:45)
  - 作詞：中村航、作曲・編曲：渡辺拓也

8. Pray (4:20)
  - 作詞：中村航、作曲：Shinji（シド）、編曲：渡辺拓也

9. VOICE (4:54)
  - 作詞：中村航、作曲・編曲：渡辺拓也

10. 雨上がりの坂道 (3:43)
  - 作詞：中村航、作曲・編曲：渡辺拓也

Blu-ray Disc（生産限定盤のみ）
- 『BanG Dream! Argonavis 2nd LIVE「VOICE -星空の下の約束-」』LIVE映像

1. Steady Goes！
2. メリッサ（Cover：ポルノグラフィティ）
3. READY STEADY GO（Cover：L'Arc〜en〜Ciel）
4. GO!!!（Cover：FLOW）
5. *〜アスタリスク〜（Cover：ORANGE RANGE）
6. 流星雨
7. ギフト
8. STARTING OVER
9. 現状ディストラクション（Cover：SPYAIR）/ GYROAXIA
10. MANIFESTO / GYROAXIA
11. ゴールライン
12. AAside
13. VOICE

Encore
1. 星がはじまる
2. 逢のうた

発売形態
| 発売日        | タイトル    | 販売形態   | 規格品番   | 形態       | 特典                                                       | 初回生産特典                                                              |
| ------------- | ----------- | ---------- | ---------- | ---------- | ---------------------------------------------------------- | ------------------------------------------------------------------------- |
| 2020年8月12日 | Starry Line | CD+Blu-ray | BRMM-10286 | 初回限定盤 | キャスト・楽曲クリエイターによるライナーノーツブックレット | 発売記念ネットサイン会応募用紙 オリジナルクリアブックマーカー1枚（全5種） |
| 2020年8月12日 | Starry Line | CD         | BRMM-10287 | 通常盤     |                                                            | 発売記念ネットサイン会応募用紙 オリジナルクリアブックマーカー1枚（全5種） |

#### CYAN
Argonavisの2ndアルバム。2022年5月25日発売。
生産限定盤のBlu-ray Discには『Argonavis LIVE 2021 -きっと僕らは-』LIVE全編映像を収録。

### 単行本特典CD

#### Hey! Argonavis
2020年12月8日発売のコミックス『ぷちゴナビス』単行本1巻初回限定特典CD。
2021年3月14日、各種音楽配信サイトにて配信開始。
収録曲
1. Hey! Argonavis (4:01)
作詞：中村航、作曲：とうかさ・中村航、編曲：栁舘周平、歌：Argonavis

エピソード
コロナ禍以前に「Argonavisコールができる曲」というコンセプトで制作された。その後、長い間声出しのライブができずにいたが、2023年のArgonavisツアーにてコールが実現した。
また、一度楽曲そのものがお蔵入りになっていたが、「ぷちゴナビスの特典としてなら」と復活させた、という経緯で単行本特典CDに収録された。

### 配信限定（Argonavis）

#### リスタート
Argonavisの配信限定シングル。2020年12月27日配信。
収録曲
1. リスタート (4:51)
作詞・作曲：北澤ゆうほ（the peggies）、編曲：渡辺拓也
2. くちづけDiamond (3:56)
作詞：河邉徹、作曲：杉本雄治、Cover：WEAVER
3. ボイスドラマ「冬晴れのセレンディピティ」 (17:52)

#### 超夢宙閃隊〈スターファイブ〉より愛を込めて
Argonavisの配信限定シングル。2021年1月5日配信。
テレビアニメ『アルゴナビス from BanG Dream!』の第1話と第11話の挿入歌に起用された。
主人公・七星蓮が好きな戦隊ヒーロー風の劇中劇『超夢宙閃隊スターファイブ』の主題歌とされる楽曲。作中では「カラオケで歌う」シーンなどに使われ、"カバー楽曲"として扱われている。
収録曲
1. 超夢宙閃隊〈スターファイブ〉より愛を込めて (3:54)
作詞：中村航、作曲・編曲：高橋諒

#### AAside
Argonavisの配信限定シングル。2021年1月14日配信。
収録曲
1. AAside (4:23)
作詞：中村航、作曲・編曲：渡辺拓也

#### As Is あるがままで
Argonavisの配信限定シングル。2022年3月9日配信
収録曲
1. As Is あるがままで (4:49)
作詞：中村航、作曲・編曲：廣澤優也・青木宏憲

#### 夏のBURRRRN!!!
Argonavisの配信限定シングル。2022年3月30日配信
収録曲
1. 夏のBURRRRN!!! (3:55)
作詞：中村航、作曲・編曲：HaTo・廣澤優也

#### スタートライン
Argonavisの配信限定シングル。2023年9月8日発売。

## GYROAXIA
メンバー
- Vo. 旭那由多（声 - 小笠原仁）
- Gt. 里塚賢汰（声 - 橋本真一）
- Gt. 美園礼音（声 - 真野拓実）
- Ba. 曙涼（声 - 秋谷啓斗）
- Dr. 界川深幸（声 - 宮内告典）

### シングル（GYROAXIA）

#### SCATTER
GYROAXIAの1stシングル。2020年6月10日発売。
表題曲「SCATTER」をはじめ、テレビアニメ『アルゴナビス from BanG Dream!』に使用された楽曲を収録している。
初回限定盤のBlu-ray Discにはアニメ『アルゴナビス from BanG Dream!』のOP「SCATTER」・ED「LIAR」ノンクレジットVer.と「Argonavis 2nd LIVE」 GYROAXIA出演部分の映像を収録。

#### WITHOUT ME/BREAK IT DOWN
GYROAXIAの2ndシングル。2021年7月14日発売。
エピソード
- 初の5バンド同時発売シングルで、全て両A面シングルとなっている。アプリ「AAside」の名前になぞらえたもの。
- 収録曲は2曲とも発売に先駆けて2020年5月の野外ライブ「JUNCTION A-G」にて初披露された。

WITHOUT ME
- ギターの橋本真一・真野拓実は「リフやリズムがどんどん変わり、複雑な曲」と語る[36]。
- アプリ「AAside」内でのジューンブライドをテーマとしたイベントに合わせて発注された楽曲[37]。

BREAK IT DOWN
- テレビアニメ「カードファイト!! ヴァンガード overDress」第6話のエンディングテーマ、第24話の挿入歌に起用された。当初よりヴァンガードのための挿入歌として制作された楽曲である。
- 里塚賢汰（橋本真一）のギターソロパートがあり、ライブで演奏されるリフは橋本の考案したものが採用されている。
- 曙涼役の秋谷啓斗は「ライブでは（曙涼として）笑わずに演奏することを意識している楽曲」と語っている。

収録曲
CD
1. WITHOUT ME
  - 作詞・作曲・編曲：ASH DA HERO

2. BREAK IT DOWN
  - 作詞：ASH DA HERO、作曲・編曲：鋼鉄兄貴（HANO）

Blu-ray Disc（生産限定盤のみ）
- テレビアニメ『アルゴナビス from BanG Dream!』#3〜#4

発売形態
| 発売日        | タイトル                 | 販売形態   | 規格品番   | 形態       | 初回生産特典                                                                               |
| ------------- | ------------------------ | ---------- | ---------- | ---------- | ------------------------------------------------------------------------------------------ |
| 2021年7月14日 | WITHOUT ME/BREAK IT DOWN | CD+Blu-ray | BRMM-10428 | 初回限定盤 | 「ライブ・ロワイヤル・フェス 1st Round 前哨戦」投票券 （限定盤5ポイント、通常盤1ポイント） |
| 2021年7月14日 | WITHOUT ME/BREAK IT DOWN | CD         | BRMM-10429 | 通常盤     | 「ライブ・ロワイヤル・フェス 1st Round 前哨戦」投票券 （限定盤5ポイント、通常盤1ポイント） |

### オリジナルアルバム（GYROAXIA）

#### ONE
GYROAXIAの1stアルバム。2021年3月17日発売。
テレビアニメ『アルゴナビス from BanG Dream!』のオープニングテーマに起用された「SCATTER」等の既発曲に新曲5曲が追加され、全12曲を収録。
プロジェクト内で初めてアーティストジャケット（キャラクターイラストではなく、リアルバンド声優ユニットとして撮影されたビジュアルを使用したもの）のバージョンが発売された。
収録曲
CD

1. MANIFESTO (3:41)
  - 作詞・作曲：ASH DA HERO、編曲：ASH DA HERO・脇眞富（Arte Refact）
  - GYROAXIAとして初めて披露・リリースされたオリジナル楽曲である。ライブでは、掛け声に合わせた美園礼音（真野拓実）のパンチ、「Bang!」という歌詞に合わせて曙涼（秋谷啓斗）がベースを銃のように構える、といった定番のパフォーマンスがある。

2. SCATTER (3:12)
  - 作詞：SHiNNOSUKE（ROOKiEZ is PUNK'D/S.T.U.W）、作曲・編曲：UZ（SPYAIR/S.T.U.W）

3. GETTING HIGH (4:11)
  - 作詞：ASH DA HERO、作曲・編曲：大和
  - 関連する楽曲ストーリーとしてアプリ「AAside」にて曙涼をメインにした「The end of the Galaxy」が公開されていた。
  - 2020年9月にオンラインライブ「IGNITION」にて初披露され、Twitterの投票機能を用いてアンコール楽曲を決める企画が行われた際、キャストメンバーの予想を裏切り1位を獲得した。
  - ライブでは曙涼（秋谷啓斗）がシンセベースと5弦ベースを併用し演奏する。また、音源にないリードギターのリフは里塚賢汰役の橋本真一が考案したアレンジである。

4. LIAR (3:42)
  - 作詞・作曲・編曲：ASH DA HERO

5. GET MYSELF (4:22)
  - 作詞：ASH DA HERO、作曲・編曲：ZENTA
  - 関連する楽曲ストーリーとしてアプリ「AAside」にて美園礼音をメインにした「I will stay here」が公開されていた。
  - ライブパフォーマンスでは美園礼音が旭那由多と睨み合う等の演出をされることが多い。

6. EGOIST (4:02)
  - 作詞：SHiNNOSUKE（ROOKiEZ is PUNK'D/S.T.U.W）、作曲・編曲：西坂恭平 from STRIKERS
  - 関連する楽曲ストーリーとしてアプリ「AAside」にて里塚賢汰をメインにした「We’re GYROAXIA」が公開されていた。
  - 里塚賢汰役の橋本真一は2020年9月のオンラインライブ「IGNITION」での初披露にあたり、イントロのタッピングの習得に非常に苦労したが、メンバーから褒められたいがために頑張ったという。
  - 2021年6月の舞台「ARGONAVIS the Live Stage」では曲中でボーカル旭那由多によるメンバー紹介を挟むアレンジバージョンが披露された。歌詞に「We're GYROAXIA」というフレーズがあることからも、他のライブで同様のアレンジにより披露されることがある。

7. HELLO (3:57)
  - 作詞・作曲・編曲：ミヤ（MUCC）
  - 『旭那由多の母』が密かなテーマとして描かれている楽曲であったことを、旭那由多役小笠原仁がARGONAVISナビゲーターラジオ内で明かしている。
  - 楽曲の途中でテンポが変化する。難易度が高いためか、アルバム中では唯一ライブで演奏されたことがない（2023年現在）。

8. REVOLUTION (3:59)
  - 作詞・作曲：ASH DA HERO、編曲：ASH DA HERO・山本恭平（Arte Refact）

9. IGNITION (4:24)
  - 作詞・作曲：SHiNNOSUKE（ROOKiEZ is PUNK'D/S.T.U.W）、編曲：UZ（SPYAIR/S.T.U.W）
  - 2020年9月に開催されたオンラインワンマンライブ「IGNITION」に合わせてデジタルリリースされていた楽曲。背景エピソードとして、GYROAXIAが札幌から東京へ上京するというボイスドラマ（前日譚と後日譚）があった。
  - 他作品との共演となる「BUSHIROAD ROCK FESTIVAL 2023」では、派手で盛り上がる曲調ではないことから演奏しない予定だったが、メンバーが「しっかりとGYROAXIAの音楽で勝負したい」と主張したことで、出番のラストの曲として披露された。

10. FAR AWAY (5:14)
  - 作詞：ASH DA HERO、作曲・編曲：YOUSAY
  - 関連する楽曲ストーリーとしてアプリ「AAside」にて旭那由多をメインにした「Far away from me」が公開されていた。
  - ストーリー中では、ファミリー層をターゲットとした車のCMソングとして制作された楽曲である。楽曲の8割ほどが英詞からなる。

11. BURN IT UP (4:09)
  - 作詞・作曲・編曲：JUON
  - ドラム界川深幸役の宮内告典はこの楽曲につき「足が爆発する」とコメントしたことがある。

12. WORLD IS MINE (3:30)
  - 作詞・作曲・編曲：ASH DA HERO
  - 本アルバムのいわばリード曲。「MANIFESTO」の延長であり回帰としての意味をも持つ楽曲とされている。
  - ライブでは拡声器を使って冒頭のラップを歌うパフォーマンスがされることもある。

Blu-ray Disc（生産限定盤のみ）
- 『GYROAXIA ONLINE LIVE -IGNITION-』LIVE全編映像

1. MANIFESTO
2. 現状ディストラクション（Cover：SPYAIR）
3. 曇天（Cover：DOES）
4. EGOIST
5. HOWLING（Cover：abingdon boys school）
6. GET MYSELF
7. IN MY WORLD Acoustic Ver.（Cover：ROOKiEZ is PUNK'D）
8. 裏切りの夕焼け Acoustic Ver.（Cover：THEATRE BROOK）
9. REVOLUTION
10. CORE PRIDE（Cover：UVERworld）
11. GETTING HIGH
12. LIAR
13. SCATTER
14. IGNITION

Encore
1. GETTING HIGH
2. MANIFESTO

発売形態
| 発売日        | タイトル | 販売形態   | 規格品番   | 形態         | 特典                                                            | 初回生産特典                                                                                  |
| ------------- | -------- | ---------- | ---------- | ------------ | --------------------------------------------------------------- | --------------------------------------------------------------------------------------------- |
| 2021年3月17日 | ONE      | CD+Blu-ray | BRMM-10388 | 初回限定盤   | 『GYROAXIA ONLINE LIVE -IGNITION-』全24P LIVE PHOTOブックレット | 『ARGONAVIS the Live Stage 東京公演』抽選応募申込券 オリジナルキャラクターカード1枚（全10種） |
| 2021年3月17日 | ONE      | CD         | BRMM-10389 | 通常盤Type-A |                                                                 | 『ARGONAVIS the Live Stage 東京公演』抽選応募申込券 オリジナルキャラクターカード1枚（全10種） |
| 2021年3月17日 | ONE      | CD         | BRMM-10390 | 通常盤Type-B |                                                                 | 『ARGONAVIS the Live Stage 東京公演』抽選応募申込券 オリジナルキャラクターカード1枚（全10種） |

演奏
- ASH DA HERO：All Other Instruments ＆ Programming (#1.4.12)
- 脇眞富：Guitars, All Other Instruments ＆ Programming (#1)
- 小林修己：Bass (#1.8)
- RYOTA：Drums (#1.5.6.8)
- SHiNNOSUKE (ROOKiEZ is PUNK'D)
  - Guitars (#2.9)
  - All Other Instruments ＆ Programming (#9)
- RYOTA (ROOKiEZ is PUNK'D)：Bass (#2.10)
- KENTA (SPYAIR)：Drums (#2)
- UZ (SPYAIR)：All Other Instruments ＆ Programming (#2)
- 大和：Guitars, All Other Instruments ＆ Programming (#3)
- 北村望：Drums (#3)
- YOUSAY
  - Guitars (#4.10)
  - All Other Instruments ＆ Programming (#10)
- Ju-ken：Bass (#4.11)
- KenT：Drums (#4)
- ZENTA：Guitars, All Other Instruments ＆ Programming (#5)
- 二村学：Bass (#5)
- 西坂恭平：Guitars, All Other Instruments ＆ Programming (#6)
- 土井達也：Bass (#6)
- ミヤ (MUCC)：Guitars, Background Vocal, All Other Instruments ＆ Programming (#7)
- YUKKE (MUCC)：Bass, Background Vocal (#7)
- 逹瑯 (MUCC)：Background Vocal (#7)
- 加藤ルイ (ARES INWORDS)：Drums (#7)
- 山本恭平：Guitars, All Other Instruments ＆ Programming (#8)
- mACKAz：Bass (#9)
- SASSY：Drums (#9)
- U (ROOKiEZ is PUNK'D)：Drums (#10)
- JUON (FUZZY CONTROL)：Guitars, All Other Instruments ＆ Programming (#11)
- Ryo Yamagata：Drums (#11)
- 鳴風：Guitars (#12)
- Sato：Bass (#12)
- WANI：Drums (#12)

### ミニアルバム（GYROAXIA）

#### Freestyle
リアルバンド・GYROAXIAのメジャーデビューミニアルバム。2022年2月23日発売。
エピソード
- メディアミックスプロジェクトの性質上、"TVアニメやアプリゲームに紐付いた楽曲"が多い中で、「背景のストーリーがほぼないアルバム」になっている。メジャーデビューアルバムであることもあり、「キャラクターソングっぽく思われない、多彩な音楽性に」という意図で制作されている[45]。
- ボーカル・旭那由多役の小笠原仁は、「（メジャーデビューに伴い）ボーカリストとしてもっと成長するために、那由多には合わないと封じ込めていた、新たな表現に挑んだ」「旭那由多を“一人のアーティスト”として表現した」と、これまでとのアルバムとの違いを示している[45]。

Freestyle
- THE ORAL CIGARETTESの山中拓也が楽曲提供とともにプロデュース（レコーディングミュージシャンのセッティングやミックスなども含めて統括）も行っている。山中は「絶対的王者の自信、その裏にある葛藤を描いた」とコメントしている。
- 小笠原や音楽プロデューサーの北岡は「色気がテーマ」「官能的」と評している。

DANCING PARANOIA
- 2021年9月26日「GYROAXIA LIVE 2021 -火花散ル-」にて初披露。本作で唯一アルバム用の書き下ろし楽曲ではない。元はアプリ用の楽曲として制作されていた。
- 「GETTING HIGH」との関係につき、明確に後継曲とされているものではないが、歌詞中には「超新星爆発」や「宙」「星」など繋がりを想起させる単語がいくつか使われている。

Existence
- "旭那由多"をより深く掘り下げた楽曲。「人間的な内面が表現された歌詞」から「キャラクター性により寄せた歌詞」への変更を検討していたが、小笠原の強い希望で元の歌詞が採用された。

Dawn
- 以前よりFantôme Irisのサポートメンバーとしてライブに参加していたギタリスト冬真に制作を依頼した楽曲。曲中でアクセントとして舌打ちの音が挿入されており、ライブでも音源通りにボーカル旭那由多が舌打ちをする。

NEW ERA
- 制作者のFLOW・TAKEが2021年の野外ライブ「JUNCTION A-G」を見て、感じたものを元に制作された。
- これまでのGYROAXIAの楽曲のうち、ASH DA HERO作詞のものから歌詞を引用している。

収録曲
CD
1. Freestyle
  - 作詞 : 山中拓也、作曲・編曲：山中拓也、山岸竜之介
  - Produced by 山中拓也（THE ORAL CIGARETTES）

2. DANCING PARANOIA
  - 作詞：吾龍 、作曲・編曲：神田ジョン (PENGUIN RESEARCH)

3. Existence
  - 作詞：Hayato Yamamoto、JAKAZ、作曲 : Naoki Itai、 作曲・編曲：MEG

4. Dawn
  - 作詞：SHiNNOSUKE（ROOKiEZ is PUNK'D/S.T.U.W、作曲・編曲：冬真

5. NEW ERA
  - 作詞・作曲・編曲：TAKE (FLOW)

Blu-ray Disc（生産限定盤のみ）
- GYROAXIA LIVE 2021 -火花散ル- Zepp Sapporo公演 全編映像
- 楽屋裏アフタートーク

発売形態
| 発売日        | タイトル  | 販売形態          | 規格品番   | 形態                                       | 特典                                                          | 初回生産特典                                                                                 |
| ------------- | --------- | ----------------- | ---------- | ------------------------------------------ | ------------------------------------------------------------- | -------------------------------------------------------------------------------------------- |
| 2022年2月23日 | Freestyle | CD（7枚）+Blu-ray | D2CE-10515 | 7形態セット （UNIVERSAL MUSIC STORE 限定） | 全形態収納BOX アーティストL判ブロマイド6種セット 各形態の特典 | シークレットライブorメンバーサインプレゼント申込券（8枚）                                    |
| 2022年2月23日 | Freestyle | CD+Blu-ray        | UICN-9039  | 初回限定盤                                 | GYROAXIA LIVE 2021 -火花散ル- LIVE PHOTO ブックレット         | オリジナルアーティストカード1枚（全６種） シークレットライブorメンバーサインプレゼント申込券 |
| 2022年2月23日 | Freestyle | CD                | DSKU-11700 | 通常盤 （オンライン個別トーク会抽選対象）  | フォトブックレット                                            | オリジナルアーティストカード1枚（全６種） シークレットライブorメンバーサインプレゼント申込券 |
| 2022年2月23日 | Freestyle | CD                | UICN-9040  | 通常盤                                     | フォトブックレット                                            | オリジナルアーティストカード1枚（全６種） シークレットライブorメンバーサインプレゼント申込券 |
| 2022年2月23日 | Freestyle | CD                | UICN-1104  | 通常盤 旭 那由多 ver.                      | メンバー別ソロジャケットカード（表：Character、 裏：Artist）  | シークレットライブorメンバーサインプレゼント申込券                                           |
| 2022年2月23日 | Freestyle | CD                | UICN-1105  | 通常盤 里塚賢汰 ver.                       | メンバー別ソロジャケットカード（表：Character、 裏：Artist）  | シークレットライブorメンバーサインプレゼント申込券                                           |
| 2022年2月23日 | Freestyle | CD                | UICN-1106  | 通常盤 美園礼音 ver.                       | メンバー別ソロジャケットカード（表：Character、 裏：Artist）  | シークレットライブorメンバーサインプレゼント申込券                                           |
| 2022年2月23日 | Freestyle | CD                | UICN-1107  | 通常盤 曙 涼 ver.                          | メンバー別ソロジャケットカード（表：Character、 裏：Artist）  | シークレットライブorメンバーサインプレゼント申込券                                           |
| 2022年2月23日 | Freestyle | CD                | UICN-1108  | 通常盤 界川深幸 ver.                       | メンバー別ソロジャケットカード（表：Character、 裏：Artist）  | シークレットライブorメンバーサインプレゼント申込券                                           |

### 配信限定（GYROAXIA）

#### IGNITION
GYROAXIAの配信限定シングル。2020年9月12日配信。
収録曲
1. IGNITION (4:24)
作詞・作曲：SHiNNOSUKE（ROOKiEZ is PUNK'D/S.T.U.W）、編曲：UZ（SPYAIR/S.T.U.W）
2. CORE PRIDE (4:20)
作詞：TAKUYA∞、作曲：彰・TAKUYA∞、編曲：脇眞富、Cover：UVERworld[49]
3. IN MY WORLD Acoustic Ver. (3:47)
作詞：SHiNNOSUKE、作曲：ROOKiEZ is PUNK'D、編曲：SHiNNOSUKE、Cover：ROOKiEZ is PUNK'D

#### EGOIST
GYROAXIAの配信限定シングル。2020年11月30日配信。
収録曲
1. EGOIST (4:02)
作詞：SHiNNOSUKE（ROOKiEZ is PUNK'D/S.T.U.W）、作曲・編曲：西坂恭平 from STRIKERS
2. GETTING HIGH (4:11)
作詞：ASH DA HERO、作曲・編曲：大和
3. ボイスドラマ「PREFACE」 (21:23)

#### FAR AWAY
GYROAXIAの配信限定シングル。2021年3月14日配信。
収録曲
1. FAR AWAY (5:14)
作詞：ASH DA HERO、作曲・編曲：YOUSAY

#### The last resort
GYROAXIAの配信限定シングル。2023年7月22日発売。

#### MILESTONE
GYROAXIAの配信限定シングル。2023年7月22日発売。

#### ALL MY PARTS
GYROAXIAの配信限定シングル。2023年9月8日発売。

#### Fighting Spirit
GYROAXIAの配信限定シングル。2023年12月29日発売。新日本プロレス 「ベルク Presents WRESTLE KINGDOM 18 in 東京ドーム」テーマソング。
楽曲収録の際はギターに氏原ワタル(DOES)、ベースにSato(ASH DA HERO)、ドラムにピエール中野(凛として時雨)が参加。作詞・作曲のKEIGO、TAKEも含めて全員がプロレスファン。
収録曲
1. Fighting Spirit (4:10)
  - 作詞：KEIGO(FLOW)、作曲・編曲：TAKE(FLOW)

## Fantôme Iris
メンバー
- Vo. フェリクス・ルイ=クロード・モンドール【FELIX】（声 - ランズベリー・アーサー）
- Gt. 黒川燈【LIGHT】（声 - 和田将弥）
- Gt. 洲崎遵【ZACK】（声 - 福山潤）
- Ba. 御劔虎春【HARU】（声 - 代永翼）
- Dr. 楠大門【D】（声 - 鮎川太陽）

（【】内はステージネーム）

### シングル（Fantôme Iris）

#### ザクロ/狂喜のメロディ
Fantôme Irisの1stシングル。2021年7月14日発売。
初の両A面シングルとなっている。
収録曲
CD
1. ザクロ
  - 作詞：マオ（シド）、作曲：Shinji（シド）、編曲：シド

2. 狂喜のメロディ
  - 作詞：マオ（シド）、作曲：ゆうや（シド）、編曲：シド

Blu-ray Disc（生産限定盤のみ）
- テレビアニメ『アルゴナビス from BanG Dream!』#5〜#7

発売形態
| 発売日        | タイトル              | 販売形態   | 規格品番   | 形態       | 初回生産特典                                                                               |
| ------------- | --------------------- | ---------- | ---------- | ---------- | ------------------------------------------------------------------------------------------ |
| 2021年7月14日 | ザクロ/狂喜のメロディ | CD+Blu-ray | BRMM-10430 | 初回限定盤 | 「ライブ・ロワイヤル・フェス 1st Round 前哨戦」投票券 （限定盤5ポイント、通常盤1ポイント） |
| 2021年7月14日 | ザクロ/狂喜のメロディ | CD         | BRMM-10431 | 通常盤     | 「ライブ・ロワイヤル・フェス 1st Round 前哨戦」投票券 （限定盤5ポイント、通常盤1ポイント） |

制作背景
ザクロ
- 登場人物のZACKこと洲崎 遵をモチーフとしている。
- ギターの激しいサウンドを主体としており、ソロでは8弦ギターが用いられている。
- 「Fantôme Iris 1st LIVE -C'est la vie!-」でのライブパフォーマンスの際、当初は通常のマイクスタンドを使う予定だったが、FELIXを演じるランズベリー・アーサーの提案により、骸骨をあしらったマイクが使われた

#### ピエロ
Fantôme Irisの2ndシングル。2021年12月22日に発売された。 
収録曲
CD
1. ピエロ
  - 作詞・作曲・編曲：TAKE (FLOW)

2. Into the Flame
  - 作詞・作曲・編曲：加藤貴之

3. Spooky Halloween Night
  - 作詞・作曲・編曲：UYKADO

Blu-ray Disc（生産限定盤のみ）
- Fantôme Iris 1st LIVE -C'est la vie!-無観客配信ライブ 全編映像

発売形態
| 発売日         | タイトル | 販売形態   | 規格品番   | 形態       | 特典                                                                            | 初回生産特典                                   |
| -------------- | -------- | ---------- | ---------- | ---------- | ------------------------------------------------------------------------------- | ---------------------------------------------- |
| 2021年12月22日 | ピエロ   | CD+Blu-ray | BRMM-10487 | 初回限定盤 | Fantôme Iris 1st LIVE -C'est la vie!-無観客配信LIVE PHOTO ブックレット（全24P） | オリジナルキャラクタークリアカード1枚（全5種） |
| 2021年12月22日 | ピエロ   | CD         | BRMM-10488 | 通常盤     |                                                                                 | オリジナルキャラクタークリアカード1枚（全5種） |

### アルバム（Fantôme Iris）

#### miroir
Fantôme Irisの1stアルバム。2022年9月7日発売。
収録曲
CD

1. 棺の中のセラヴィ
  - 作詞：中村彼方、作曲・編曲：三好啓太

2. 銀の百合
  - 作詞：マオ（シド）、作曲：御恵明希（シド）、編曲：シド

3. Into the Flame
  - 作詞・作曲・編曲：加藤貴之

4. 狂喜のメロディ
  - 作詞：マオ（シド）、作曲：ゆうや（シド）、編曲：シド

5. ザクロ
  - 作詞：マオ（シド）、作曲：Shinji（シド）、編曲：シド

6. XX in Wonderland
  - 作詞・作曲・編曲：UYKADO

7. 影と光
  - 作詞：マオ（シド）、作曲：ゆうや（シド）、編曲：ゆうや（シド）・神山一郎

8. histoire
  - 作詞：マオ（シド）、作曲：Shinji（シド）、編曲：シド

9. ピエロ
  - 作詞・作曲・編曲：TAKE（FLOW）

10. Janus
  - 作詞・作曲・編曲：加藤貴之

11. ラプソディア
  - 作詞：逹瑯（MUCC）、作曲・編曲：逹瑯（MUCC）・足立房文

12. miroir
  - 作詞：マオ（シド）、作曲：御恵明希（シド）、編曲：御恵明希（シド）・加藤貴之

Blu-ray Disc（生産限定盤のみ）
- Fantôme Iris Concept LIVE - 月光饗宴- 全編映像

1. 銀の百合
2. 棺の中のセラヴィ
3. 狂喜のメロディ
4. un:Mizeria
5. ニルヴァーナ（Cover：MUCC）
6. Miss MOONLIGHT（Cover：黒夢）
7. Spooky Halloween Night
8. Into the Flame
9. ROSIER（Cover：LUNA SEA）
10. ザクロ
11. ヴァンパイア（Cover：Janne Da Arc）
12. STAND PROUD（Cover：橋本仁）
13. ピエロ

Encore
1. histoire
2. Janus

カバー
ラプソディア
- 逹瑯 - 2022年9月21日発売の1stシングル『エンドロール』にてセルフカバーをしている。

### 配信限定（Fantôme Iris）

#### histoire
2020年9月25日に配信されたFantôme Irisの配信限定シングル。
制作背景
histoire
- 「地元・名古屋でのファイナルライブにあたり、眷属（バンドのファン）に向けて曲を作った」というボイスドラマの中で初公開された曲。ボーカル・FELIX役のランズベリー・アーサーは、「ドラマの温度感と繋げるために、ライブのつもりで熱量を込めた」と語った。

収録曲
1. histoire (3:22)
作詞：マオ（シド）、作曲：Shinji（シド）、編曲：シド
2. モノクロのキス (3:58)
作詞：マオ、作曲：Shinji、Cover：シド
3. ボイスドラマ「histoire des vampires」 (18:55)
2021年9月24日に行われた無料配信ライブ「Fantôme Iris S-SOL -histoire des vampires-」のボイスドラマパートの再録。

#### 棺の中のセラヴィ
Fantôme Irisの配信限定シングル。2021年3月14日配信。
制作背景
- 幽霊とのお茶会を主題としている。フェリクス・ルイ=クロード・モンドールを主題とした楽曲。
- ライターの玉尾たまおは「バンドの曲の中でも比較的ポップな部類に入る」と述べている。

収録曲
1. 棺の中のセラヴィ (3:44)
作詞：中村彼方、作曲・編曲：三好啓太

#### Spooky Halloween Night
Fantôme Irisの配信限定シングル。2021年10月31日配信。
アプリ『AAside』において、同名の期間限定イベントに合わせて楽曲が追加された。
収録曲
1. Spooky Halloween Night (3:42)
作詞・作曲・編曲：UYKADO

パフォーマンス
2021年9月23日に行われた「Fantome Iris Concept LIVE -月光饗宴-」にて初披露。メンバーがハロウィンをイメージした仮装をしてのパフォーマンスが行われた。

#### Janus
Fantôme Irisの配信限定シングル。2022年3月2日配信。
収録曲
1. Janus (3:52)
作詞・作曲・編曲：加藤貴之

#### un:Mizeria
Fantôme Irisの配信限定シングル。2022年3月16日配信。
収録曲
1. un:Mizeria (4:30)
作詞 : 白鷺雪兎、作曲・編曲：青木宏憲・廣澤優也

#### 下弦の月夜
Fantôme Irisの配信限定シングル。2023年8月7日配信。
収録曲
1. 下弦の月夜 (3:48)
作詞：マオ（シド）、作曲：ゆうや（シド）、編曲：ゆうや（シド）・ICHIRO KAMIYAMA・shun ÷1

#### Brilliant Days
Fantôme Irisの配信限定シングル。2024年1月5日配信。
収録曲
1. Brilliant Days (4:41)
作詞：逹瑯（MUCC）、作曲・編曲：逹瑯（MUCC)・足立房文

## 風神RIZING！
メンバー
- Vo.&Sax. 神ノ島風太（声 - 中島ヨシキ）
- Gt. 椿大和（声 - 金子誠）
- Ba. 早坂絋平（声 - 阿部敦）
- Tb. 若草あおい（声 - 酒井広大）
- Dr. 五島岬（声 - 吉野裕行）

一部の楽曲では、ボーカル以外のメンバーがコーラスや一部パートを担当。

### シングル（風神RIZING！）

#### ランガンラン/夢見るBoy守るため
風神RIZING！の1stシングル。2021年7月14日発売。
初の両A面シングルとなっている。
収録曲
CD
1. ランガンラン
  - 作詞：中村航、作曲・編曲：藤井健太郎（HANO）

2. 夢見るBoy守るため
  - 作詞：中村航、作曲・編曲：鋼鉄兄貴（HANO）

Blu-ray Disc（生産限定盤のみ）
- テレビアニメ『アルゴナビス from BanG Dream!』#8〜#10

発売形態
| 発売日        | タイトル                       | 販売形態   | 規格品番   | 形態       | 初回生産特典                                                                               |
| ------------- | ------------------------------ | ---------- | ---------- | ---------- | ------------------------------------------------------------------------------------------ |
| 2021年7月14日 | ランガンラン/夢見るBoy守るため | CD+Blu-ray | BRMM-10432 | 初回限定盤 | 「ライブ・ロワイヤル・フェス 1st Round 前哨戦」投票券 （限定盤5ポイント、通常盤1ポイント） |
| 2021年7月14日 | ランガンラン/夢見るBoy守るため | CD         | BRMM-10433 | 通常盤     | 「ライブ・ロワイヤル・フェス 1st Round 前哨戦」投票券 （限定盤5ポイント、通常盤1ポイント） |

### アルバム（風神RIZING！）

#### ピース！
風神RIZING！の1stアルバム。2022年9月14日発売。
収録曲
CD

1. ランガンラン
  - 作詞：中村航、作曲・編曲：藤井健太郎（HANO）

2. G線上にY!?
  - 作詞：中村航、作曲：海津信志、編曲：廣澤優也（HANO）・谷ナオキ（HANO）

3. フウライ全力ジャンプ
  - 作詞・作曲・編曲：TAKE（FLOW）

4. 夢見るBoy守るため
  - 作詞：中村航、作曲・編曲：鋼鉄兄貴（HANO）

5. NO RICE NO LIFE
  - 作詞：中村航、作曲・編曲：谷ナオキ（HANO）・廣澤優也（HANO）

6. フラれた男のラブレター
  - 作詞：中村航、作曲・編曲：渋谷勇太

7. ダチフレンド
  - 作詞：中村航、作曲・編曲：廣澤優也（HANO）・青木宏憲（HANO）

8. 上京上等行ってきまーす☆
  - 作詞・作曲・編曲：TAKE（FLOW）

9. longing
  - 作詞・作曲：SHiNNOSUKE（SINOBROWN/ROOKiEZ is PUNK'D/S.T.U.W）、編曲：SHiNNOSUKE ・UZ（SPYAIR/S.T.U.W）

10. SWORD！
  - 作詞・作曲：熊谷和海（BURNOUT SYNDROMES）、編曲：井上薫・熊谷和海（BURNOUT SYNDROMES）

11. SunRize 〜黄金の太陽〜
  - 作詞・作曲：氏原ワタル（DOES）、編曲：氏原ワタル（DOES）・藤井健太郎

12. バンザイRIZING!!!
  - 作詞・作曲・編曲：TAKE（FLOW）

Blu-ray Disc（生産限定盤のみ）
- ARGONAVIS LIVE 2021 COVER FESTIVAL 全編映像

1. 1/3の純情な感情（Cover：SIAM SHADE）/ FELIX BAND
2. the WORLD（Cover：ナイトメア）/ FELIX BAND
3. 誘惑（Cover：GLAY）/ FELIX BAND
4. 青い栞（Cover：Galileo Galilei）/ 桔梗凛生
5. サムライハート (Some Like It Hot!!)（Cover：SPYAIR）/ 五稜結人
6. 季節は次々死んでいく（Cover：amazarashi）/ 的場航海
7. スターライトパレード（Cover：SEKAI NO OWARI）/ 七星 蓮、五稜結人、的場航海、桔梗凛生
8. 狂乱 Hey Kids!!（Cover：THE ORAL CIGARETTES）/ GYROAXIA
9. 曇天（Cover：DOES）/ GYROAXIA
10. インフェルノ（Cover：Mrs. GREEN APPLE）/ GYROAXIA
11. HOWLING（Cover：abingdon boys school）/ GYROAXIA with FELIX
12. One Night Carnival（Cover：氣志團）/ 風太 BAND
13. ゴールデンタイムラバー（Cover：スキマスイッチ）/ 風太 BAND
14. HOT LIMIT（Cover：T.M.Revolution）/ 風太 BAND
15. READY STEADY GO（Cover：L'Arc〜en〜Ciel）/ Argonavis
16. メリッサ（Cover：ポルノグラフィティ）/ Argonavis
17. *〜アスタリスク〜（Cover：ORANGE RANGE）/ Argonavis with 風太
18. GO!!!（Cover：FLOW）/ ALL CAST

Encore
1. AAside / ALL CAST

### 配信限定（風神RIZING！）

#### 上京上等行ってきまーす☆
風神RIZING！の配信限定シングル。2020年10月26日配信。
制作背景
上京上等行ってきまーす☆
- バンドメンバーが地元の長崎から上京する気持ちを主題としている。
- 楽曲を制作したFLOWのTAKEは、ディレクションも兼任している。

収録曲
1. 上京上等行ってきまーす☆ (4:26)
作詞・作曲・編曲：TAKE（FLOW）
2. One Night Carnival (4:58)
作詞・作曲：綾小路翔、編曲：石原剛志、Cover：氣志團
3. ボイスドラマ「フウライ上京物語」 (18:32)
2020年10月25日に配信された無料配信ライブ「風神RIZING！ S-SOL -フウライ上京物語-」のボイスドラマパートの再録であり、長崎での最後のライブを描いている。

#### ダチフレンド
風神RIZING！の配信限定シングル。2021年3月14日配信。
収録曲
1. ダチフレンド (3:55)
作詞：中村航、作曲・編曲：廣澤優也（HANO）・青木宏憲（HANO）
神ノ島風太（中島ヨシキ）と若草あおい（酒井広大）のツインボーカル楽曲。

#### フウライ出陣歌！
風神RIZING！の配信限定シングル。2022年3月2日配信。
収録曲
1. フウライ出陣歌！ (3:47)
作詞： 中村航、作曲・編曲：山本恭平

#### NO RICE NO LIFE
風神RIZING！の配信限定シングル。2022年3月9日配信。
収録曲
1. NO RICE NO LIFE (3:47)
作詞： 中村航、作曲・編曲：谷ナオキ・廣澤優也

#### フラれた男のラブレター
風神RIZING！の配信限定シングル。2022年3月23日配信。
収録曲
1. フラれた男のラブレター (4:13)
作詞： 中村航、作曲・編曲：渋谷勇太

#### G線上にY!?
風神RIZING！の配信限定シングル。2022年3月30日配信。
収録曲
1. G線上にY!? (3:43)
作詞： 中村航、作曲：海津信志、編曲 : 廣澤優也・谷ナオキ

#### FLYハイハイ
風神RIZING！の配信限定シングル。2023年12月16日配信。
収録曲
1. FLYハイハイ (3:14)
作詞・作曲・編曲 :TAKE（FLOW）

## εpsilonΦ
メンバー
- Vo. 宇治川紫夕（声 - 榊原優希）
- Gt.&Vo. 二条遥（声 - 梶原岳人）
- Ba. 二条奏（声 - 市川太一）
- Syn. 鞍馬唯臣（声 - 峰岸佳 → 石谷春貴）
- Dr. 烏丸玲司（声 - 立花慎之介）

宇治川紫夕のみが歌唱した楽曲、二条遥のみが歌唱した楽曲、両者のツインボーカルによる楽曲などがある。

### シングル（εpsilonΦ）

#### Cynicaltic Fakestar/Sake it L⓪VE！
εpsilonΦの1stシングル。2021年7月14日発売予定。
初の両A面シングルとなっている。
楽曲内容
Cynicaltic Fakestar
- 宇治川紫夕と二条遥のツインボーカルという構成。ボーカル・紫夕を演じる榊原優希は「ツインボーカルの良さがよく出ている」「紫夕くんと遥くんの持つ声色の対比が良くて、すごく綺麗に混ざるなって。」と話している。榊原は、紫夕の声色について、「様々な色を持ち、聴き手を翻弄させるとした一方、遥の歌声については引き締める黒色である」と説明している。
- モチーフは烏丸玲司であり、紫夕に対する思いや複雑な内面も描かれている。一方、紫夕はそれを理解したうえで「だからどうした」とかっこよく歌い切ったと榊原は話しており、「紫夕くんにとってみれば，玲司くんから向けられる憎しみも心地いいのか、『そんなに憎いのに僕の近くにいないと駄目なんやね』みたいに満たされているのかもしれません。」と推測している。
- 音楽統括プロデューサー・北岡那之は、「テーマの都合上、ドラムを激しくせよというオーダーを受けた」「コンペで選んだ」とインタビューで明かしている。

収録曲
CD
1. Cynicaltic Fakestar
  - 作詞：出口遼、作曲：HaTo、編曲：廣澤優也（HANO）・HaTo、歌：宇治川紫夕・二条遥

2. Sake it L⓪VE！
  - 作詞：南野Emily、作曲：石田秀登、編曲：日直伸次（HANO）、歌：宇治川紫夕

Blu-ray Disc（生産限定盤のみ）
- テレビアニメ『アルゴナビス from BanG Dream!』#11〜#13

発売形態
| 発売日        | タイトル                           | 販売形態   | 規格品番   | 形態       | 初回生産特典                                                                               |
| ------------- | ---------------------------------- | ---------- | ---------- | ---------- | ------------------------------------------------------------------------------------------ |
| 2021年7月14日 | Cynicaltic Fakestar/Sake it L⓪VE！ | CD+Blu-ray | BRMM-10434 | 初回限定盤 | 「ライブ・ロワイヤル・フェス 1st Round 前哨戦」投票券 （限定盤5ポイント、通常盤1ポイント） |
| 2021年7月14日 | Cynicaltic Fakestar/Sake it L⓪VE！ | CD         | BRMM-10435 | 通常盤     | 「ライブ・ロワイヤル・フェス 1st Round 前哨戦」投票券 （限定盤5ポイント、通常盤1ポイント） |

### アルバム（εpsilonΦ）

#### Friction
εpsilonΦの1stアルバム。2022年9月21日発売。
収録曲
CD

1. Cynicaltic Fakestar
  - 作詞：出口遼、作曲：HaTo、編曲：廣澤優也（HANO）・HaTo

2. Play With You
  - 作詞：新田目駿（HANO）[61]、作曲：藤井亮太、編曲：青木宏憲（HANO）・日直伸次（HANO）

3. Sake it L⓪VE！
  - 作詞：南野Emily、作曲：石田秀登、編曲：日直伸次（HANO）

4. ユメノアト
  - 作詞・作曲： 藤井健太郎、編曲：HANO

5. End of Reason
  - 作詞：白鷺雪兎、作曲：鋼鉄兄貴（HANO）、編曲：鋼鉄兄貴（HANO）・日直伸次（HANO）

6. Egoistic才Φ
  - 作詞：新田目駿 、作曲・編曲：藤井健太郎

7. Heroic
  - 作詞・作曲：うみくん、編曲：Toshihiro

8. re:play
  - 作詞・作曲・編曲：TAKE（FLOW）

9. オルトロス
  - 作詞・作曲：TEQNICA、編曲：eba

10. I'm picking glory
  - 作詞・作曲・編曲：アザミ

11. 光の悪魔
  - 作詞・作曲・編曲：TK（凛として時雨）

12. レゾンデートル
  - 作詞・作曲・編曲：*Luna

Blu-ray Disc（生産限定盤のみ）
- ARGONAVIS LIVE 2022より
1st SHOW ARGONAVIS LIVE 2022 COVER FESTIVAL mini 映像

1. くちづけDiamond（Cover：WEAVER）/ Argonavis
2. 狂乱 Hey Kids!!（Cover：THE ORAL CIGARETTES）/ GYROAXIA
3. ニルヴァーナ（Cover：MUCC）/ Fantôme Iris
4. ロマンス（Cover：PENICILLIN）/ Fantôme Iris
5. unravel（Cover：TK from 凛として時雨）/ εpsilonΦ
6. ロキ（Cover：みきとP feat.鏡音リン）/ εpsilonΦ
7. グッバイ宣言（Cover：Chinozo feat.FloweR）/ εpsilonΦ
8. One Night Carnival（Cover：氣志團）/ 風神RIZING！
9. GO!!!（Cover：FLOW）/ ALL CAST

### 配信限定（εpsilonΦ）

#### Play With You
εpsilonΦの配信限定シングル。2020年8月30日配信。
収録曲
1. Play With You (3:44)
作詞：新田目駿（HANO）[73]、作曲：藤井亮太[73]、編曲：青木宏憲（HANO）・日直伸次（HANO）[73]、歌：宇治川紫夕[75]
2. アンチクロックワイズ (3:48)
作詞・作曲：まふまふ、編曲：脇眞富、歌：宇治川紫夕・二条遥、Cover：After the Rain[49]
3. ボイスドラマ「コドモノアソビ」 (20:35)
2020年8月29日に無料配信された「εpsilonΦ S-SOL -Play With You-」のボイスドラマパートの再録[76]。

#### End of reason
εpsilonΦの配信限定シングル。2021年3月14日配信。
収録曲
1. End of reason (4:30)
作詞：白鷺雪兎、作曲：鋼鉄兄貴（HANO）、編曲：鋼鉄兄貴（HANO）・日直伸次（HANO）、歌：宇治川紫夕・二条遥

#### ユメノアト
εpsilonΦの配信限定シングル。2022年3月2日配信。
収録曲
1. ユメノアト (3:46)
作詞・作曲： 藤井健太郎、編曲：HANO、歌：宇治川紫夕・二条遥

#### Egoistic才Φ
εpsilonΦの配信限定シングル。2022年3月16日配信。 
収録曲
1. Egoistic才Φ (4:25)
作詞：新田目駿 、作曲・編曲：藤井健太郎、歌：二条遥

#### Overlord
εpsilonΦの配信限定シングル。2023年12月26日配信。 
収録曲
1. Overlord (3:10)
作詞：Sekimen、作曲：三代、編曲：Nor,三代

## ST//RAYRIDE
メンバー
- Vo. 淀川麟太郎（声 - SHIN）
- MC 天王寺龍介（声 - 林勇）

他のバンドと異なり2人組のツインボーカルバンド。

### 配信限定（ST//RAYRIDE）

#### STRAYDASH//STARTDASH
ST//RAYRIDEの配信限定シングル。2024年1月18日配信。ST//RAYRIDE名義で最初にリリースされた。
収録曲
1. STRAYDASH//STARTDASH (4:38)
作詞：ZAQ、作曲・編曲：飯塚昌明（GRANRODEO）

## フィーチャリング曲
特定のバンドの楽曲に、他のボーカルがゲスト参加したフィーチャリング曲を記載。

### 配信限定（featuring）

#### STARTING OVER feat.旭 那由多 from GYROAXIA
Argonavis feat. 旭 那由多 from GYROAXIAの配信限定シングル。2020年6月15日配信。
同名のArgonavisの楽曲を、GYROAXIAの旭那由多をゲストボーカルに迎えて歌唱したバージョン。
テレビアニメ『アルゴナビス from BanG Dream!』の第8話の挿入歌に起用された。
収録曲
1. STARTING OVER feat.旭 那由多 from GYROAXIA (3:46)
作詞：中村航・ASH DA HERO、作曲：ASH DA HERO、編曲：渡辺拓也

#### 銀の新星＜SILVER NOVA＞
Argonavis feat. 二条 遥 from εpsilonΦの配信限定シングル。2022年3月23日配信。 
「超夢宙閃隊〈スターファイブ〉より愛を込めて」と同じく、七星蓮と二条遥が好きな劇中劇『超夢宙閃隊スターファイブ』シリーズの"劇場版主題歌"とされる楽曲で、作中では"カバー楽曲"として扱われている。
収録曲
1. 銀の新星＜SILVER NOVA＞ (4:09)
作詞：中村航 、作曲・編曲：伊藤和馬

#### BLACK&WHITE
Argonavis feat. 旭 那由多 from GYROAXIAの配信限定シングル。2022年8月2日配信。
テレビアニメ『カードファイト!! ヴァンガード will+Dress』のオープニングテーマに起用された。
収録曲
1. BLACK&WHITE (4:04)
作詞・作曲・編曲：TAKE（FLOW）

#### Re-raise
Argonavis feat. 旭 那由多 from GYROAXIAの配信限定シングル。2023年1月25日配信。
テレビアニメ『カードファイト!! ヴァンガード will+Dress』Season2のエンディングテーマに起用された。
収録曲
1. Re-raise (3:20)
作詞・作曲・編曲：アザミ

## 合同ユニット
「複数のボーカルによるユニット」の楽曲を表題曲としたCD作品を記載。

### シングル（ユニット）

#### AAside
ARGONAVIS from BanG Dream!のシングル。2021年2月3日発売。
表題曲「AAside」は、アプリゲーム『アルゴナビス from BanG Dream! AAside』の主題歌。『AAside』に登場するバンドのメインボーカル5人が歌唱したバージョン、Argonavisのボーカル・七星蓮とGYROAXIAのボーカル・旭那由多が歌唱したバージョンの2パターンを収録（原曲はArgonavisの楽曲）。
生産限定盤のBlu-ray Discには『ARGONAVIS AAside ライブ・ロワイヤル・フェス2020』LIVE全編映像を収録。
エピソード
AAside
- Argonavis・GYROAXIAの対バンライブや、プロジェクトのバンドが集合する合同ライブのアンコールにて披露されたほか、続編ゲーム「キミが見たステージへ」に新登場したST//RAYRIDEとの対バンでも歌唱された。

収録曲
CD

1. AAside (4:25)
作詞：中村航、作曲・編曲：渡辺拓也、歌：七星蓮×旭那由多×FELIX×神ノ島風太×宇治川紫夕
2. AAside CROSSING Ver. (4:25)
作詞：中村航、作曲・編曲：渡辺拓也、歌：Argonavis×GYROAXIA
3. UNION (3:47)
作詞・作曲：大石昌良、編曲：廣澤優也、歌：Argonavis、Cover：OxT
4. Rage on (4:22)
作詞：YORKE.、作曲：Ta_2、編曲：山本恭平、歌：GYROAXIA、Cover：OLDCODEX

Blu-ray Disc（生産限定盤のみ）
- 『ARGONAVIS AAside ライブ・ロワイヤル・フェス2020』LIVE全編映像

1. ゴールライン / Argonavis
2. AGAIN / Argonavis
3. Starry Line / Argonavis
4. 雨上がりの坂道 / Argonavis
5. Pray / Argonavis
6. 星がはじまる / Argonavis
7. ランガンラン / 風神RIZING！
8. ダチフレンド / 風神RIZING！
9. バンザイRIZING!!! / 風神RIZING！
10. histoire / Fantôme Iris
11. ザクロ / Fantôme Iris
12. 銀の百合 / Fantôme Iris
13. Sake it L⓪VE！ / εpsilonΦ
14. Play With You / εpsilonΦ
15. 光の悪魔 / εpsilonΦ
16. MANIFESTO / GYROAXIA
17. REVOLUTION / GYROAXIA
18. GETTING HIGH / GYROAXIA
19. LIAR / GYROAXIA
20. SCATTER / GYROAXIA
21. IGNITION / GYROAXIA

Encore
1. AAside / ALLキャスト

発売形態
| 発売日       | タイトル | 販売形態   | 規格品番   | 形態       | 特典                                                                               | 初回生産特典                                                                                           |
| ------------ | -------- | ---------- | ---------- | ---------- | ---------------------------------------------------------------------------------- | --- |
| 2021年2月3日 | AAside   | CD+Blu-ray | BRMM-10370 | 初回限定盤 | 『ARGONAVIS AAside ライブ・ロワイヤル・フェス2020』LIVE PHOTOブックレット（全24P） | 『ARGONAVIS the Live Stage 大阪公演』抽選応募申込券 『ARGONAVIS LIVE 2021 JUNCTION A-G』抽選応募申込券 |
| 2021年2月3日 | AAside   | CD         | BRMM-10371 | 通常盤     |                                                                                    | 『ARGONAVIS the Live Stage 大阪公演』抽選応募申込券 『ARGONAVIS LIVE 2021 JUNCTION A-G』抽選応募申込券 |

### ミニアルバム（ユニット）

#### キミが見たステージへ
from ARGONAVISによるミニ・アルバム。2024年4月10日発売。
アプリゲーム「キミが見たステージへ」に登場する全ボーカルのユニットによる表題曲と、各バンドの「キミステ」における代表曲による全7曲を収録。
生産限定盤のBlu-ray Discには『from ARGONAVIS 2nd LIVE -Rezonance-』LIVE映像（A typeにDay1、B typeにDay2）を収録。
収録曲
CD

1. キミが見たステージへ
作詞：TAKE（FLOW）、ASH（ASH DA HERO）、作曲・編曲：TAKE(FLOW)、歌：from ARGONAVIS（七星蓮×旭 那由多×FELIX×神ノ島風太×宇治川紫夕×二条 遥×淀川麟太郎×天王寺龍介）
2. スタートライン (4:49)
作詞・作曲・編曲：渡辺拓也、歌：Argonavis
3. ALL MY PARTS (4:19)
作詞：AG（NOISEMAKER）、作曲：HIDE（NOISEMAKER）、編曲：AG・HIDE（NOISEMAKER）、歌：GYROAXIA
4. Brilliant Days (4:41)
作詞：逹瑯（MUCC）、作曲・編曲：逹瑯（MUCC)・足立房文、歌：Fantôme Iris
5. FLYハイハイ (3:14)
作詞・作曲・編曲：TAKE（FLOW）、歌：風神RIZING！
6. Overlord (3:10)
作詞：Sekimen、作曲：三代、編曲：Nor、三代、歌：εpsilonΦ
7. STRAYDASH//STARTDASH (4:38)
作詞：ZAQ、作曲・編曲：飯塚昌明（GRANRODEO）

Blu-ray Disc（生産限定盤 A type）
- 『from ARGONAVIS 2nd LIVE -Rezonance- DAY1』

Blu-ray Disc（生産限定盤 B type）
- 『from ARGONAVIS 2nd LIVE -Rezonance- DAY2』

発売形態
| 発売日        | タイトル             | 販売形態   | 規格品番   | 形態              | 特典                                                                    | 初回生産特典                                                                       |
| ------------- | -------------------- | ---------- | ---------- | ----------------- | ----------------------------------------------------------------------- | ---------------------------------------------------------------------------------- |
| 2024年4月10日 | キミが見たステージへ | CD+Blu-ray | BRMM-10736 | 生産限定盤 A type | 『from ARGONAVIS 2nd LIVE -Rezonance- DAY1』 PHOTOブックレット（全24P） | オリジナルキャラクターカード1枚（8種+シークレット箔押しキャラクターサイン入り8種） |
| 2024年4月10日 | キミが見たステージへ | CD+Blu-ray | BRMM-10737 | 生産限定盤 B type | 『from ARGONAVIS 2nd LIVE -Rezonance- DAY2』 PHOTOブックレット（全24P） | オリジナルキャラクターカード1枚（8種+シークレット箔押しキャラクターサイン入り8種） |
| 2024年4月10日 | キミが見たステージへ | CD         | BRMM-10738 | 通常盤            |                                                                         | オリジナルキャラクターカード1枚（8種+シークレット箔押しキャラクターサイン入り8種） |

## スプリット盤
複数のバンドが合同でリリースしたスプリット盤について記載。

### スプリットシングル

#### きっと僕らは/火花散ル
Argonavis/GYROAXIAのシングル。2021年11月17日発売。 
表題2曲は『劇場版アルゴナビス 流星のオブリガート』 の主題歌となっている。
初回限定盤には「ARGONAVIS 3rd LIVE「CROSSING」」全編映像（GYROAXIA ver.にDay1、Argonavis ver.にDay2）を収録。

### ミニ・スプリット・アルバム

#### VOICE/MANIFESTO
Argonavis×GYROAXIAのミニ・アルバム。2020年1月15日発売。
エピソード
MANIFESTO
- プロデューサーの北岡は「ラップやシャウトを織り交ぜたテクニカルな曲」「小笠原仁さんがいなければ生まれなかった」と語る。

収録曲
CD
1. VOICE (4:55)
作詞：中村航、作曲・編曲：渡辺拓也、歌：Argonavis
2. MANIFESTO (3:41)
作詞・作曲：ASH DA HERO、編曲：ASH DA HERO・脇眞富、歌：GYROAXIA
3. メリッサ (4:30)
作詞：新藤晴一、作曲：ak.homma、編曲：廣澤優也、歌：Argonavis、Cover：ポルノグラフィティ
4. 現状ディストラクション (3:34)
作詞：MOMIKEN、作曲：UZ、歌：GYROAXIA、Cover：SPYAIR
5. ボイスドラマ「Argonavis × GYROAXIA」 (11:10)

Blu-ray Disc（生産限定盤のみ）
1. ｢ゴールライン｣アニメーションミュージックビデオ
2. BanG Dream! Argonavis 1.5th LIVE ライブ映像

「STARTING OVER」/「ゴールライン」/「VOICE」
発売形態
| 発売日        | タイトル        | 販売形態   | 規格品番   | 形態       | 初回生産特典                                |
| ------------- | --------------- | ---------- | ---------- | ---------- | ------------------------------------------- |
| 2020年1月15日 | VOICE/MANIFESTO | CD+Blu-ray | BRMM-10250 | 初回限定盤 | キャラクタープロフィールカード1枚（全10種） |
| 2020年1月15日 | VOICE/MANIFESTO | CD         | BRMM-10251 | 通常盤     | キャラクタープロフィールカード1枚（全10種） |

#### 銀の百合/バンザイRIZING!!!/光の悪魔
Fantôme Iris/風神RIZING！/εpsilonΦによるミニ・アルバム。2020年12月9日発売。
ジャケットとカップリング曲が異なる3形態で発売された。

## カバーアルバム

### Marble
GYROAXIA、εpsilonΦによるカバーアルバム。ゲーム『アルゴナビス from BanG Dream! AAside』に実装されたカバー曲を収録している。
収録曲
1. 狂乱 Hey Kids!!
歌：GYROAXIA
作詞・作曲：山中拓也、編曲：室谷海里
Cover：THE ORAL CIGARETTES
2. 曇天
歌：GYROAXIA
作詞・作曲：氏原ワタル、編曲：石原剛志
Cover：DOES
3. HOWLING
歌：GYROAXIA
作詞：Takanori Nishikawa、作曲：Shibasaki Hiroshi、編曲：藤代佑太郎
Cover：abingdon boys school
4. インフェルノ
歌：GYROAXIA
作詞・作曲：大森元貴、編曲：山本恭平
Cover：Mrs. GREEN APPLE
5. Rage on
歌：GYROAXIA
作詞：YORKE、作曲：Ta_2、編曲：山本恭平
Cover：OLDCODEX
6. CORE PRIDE
歌：GYROAXIA
作詞：TAKUYA∞、作曲：彰 / TAKUYA∞、編曲：脇眞富
Cover：UVERworld
7. unravel
歌：εpsilonΦ
作詞・作曲：北嶋徹、編曲：脇眞富・加納望
Cover：TK from 凛として時雨
8. Enigmatic Feeling
歌：εpsilonΦ
作詞・作曲：北嶋徹、編曲：廣澤優也
Cover：凛として時雨
9. key plus words
歌：εpsilonΦ
作詞：Lotus Juice、作曲：目黒将司、編曲：藤代佑太郎
Cover：平田志穂子 feat. 川村ゆみ
10. 私がモテないのはどう考えてもお前らが悪い
歌：εpsilonΦ
作詞・作曲：キバオブアキバ、編曲：脇眞富
Cover：鈴木このみ n' キバオブアキバ
11. Happy Halloween
歌：εpsilonΦ
作詞・作曲：Junky、編曲：日直伸次
Cover：Junky feat.鏡音リン
12. 千本桜
歌：εpsilonΦ
作詞・作曲：黒うさ、編曲：脇眞富
Cover：黒うさP feat.初音ミク

### Mix
Argonavis、Fantôme Iris、風神RIZING!によるカバーアルバム。ゲーム『アルゴナビス from BanG Dream! AAside』に実装されたカバー曲を収録している。
収録曲
1. GO!!!
歌：Argonavis
作詞：KOHSHI、作曲：TAKE、編曲：廣澤優也
Cover：FLOW
2. READY STEADY GO
歌：Argonavis
作詞：hyde、作曲：tetsuya、編曲：廣澤優也
Cover：L'Arc〜en〜Ciel
3. スターライトパレード
歌：Argonavis
作詞：深瀬慧、作曲：中島真一、編曲：廣澤優也
Cover：SEKAI NO OWARI
4. *〜アスタリスク〜
歌：Argonavis
作詞・作曲：ORANGE RANGE、編曲：廣澤優也
Cover：ORANGE RANGE
5. 1/3の純情な感情
歌：Fantôme Iris
作詞・作曲：SIAM SHADE、編曲：石原剛志
Cover：SIAM SHADE
6. the WORLD
歌：Fantôme Iris
作詞・作曲：RUKA、編曲：石原剛志
Cover：ナイトメア
7. 嘘
歌：Fantôme Iris
作詞：マオ、作曲：ゆうや、編曲：廣澤優也
Cover：シド
8. ニルヴァーナ
歌：Fantôme Iris
作詞・作曲：ミヤ、編曲：青木宏憲
Cover：MUCC
9. ゴールデンタイムラバー
歌：風神RIZING！
作詞・作曲：大橋卓弥 / 常田真太郎、編曲：室谷海里
Cover：スキマスイッチ
10. 情熱の薔薇
歌：風神RIZING！
作詞・作曲：甲本ヒロト、編曲：藤代佑太郎
Cover：THE BLUE HEARTS
11. キセキ
歌：風神RIZING！
作詞・作曲：GReeeeN、編曲：谷ナオキ
Cover：GReeeeN
12. California
歌：風神RIZING！
作詞・作曲：猪狩秀平、編曲：谷ナオキ
Cover：HEY-SMITH

## コンピレーション・アルバム

### アルゴナビス AAside Memorial Album 完全生産限定盤
from ARGONAVISのコンピレーション・アルバム。2023年4月12日に発売された。
ゲーム『アルゴナビス from BanG Dream! AAside』に実装されたオリジナル楽曲がすべて収録されている。カバー楽曲は「Marble」「Mix」やシングルのカップリング曲として収録。

Blu-ray Discには「ARGONAVIS 4th NAVIVERSARY EVENT -CHEMISTRY-」を収録。

## SYANA

### 配信限定（SYANA）

#### Ragnarök
SYANAの配信限定シングル。2023年7月22日発売。
『劇場版アルゴナビス AXIA』の劇中歌。
バージョン違いである「GYROAXIA ver」「Ren Nanahoshi Ver.」は『AXIA』Blu-ray版に収録。
収録曲
1. Ragnarök (4:54)
作詞：ASH DA HERO、作曲： 御恵明希(シド)、編曲：御恵明希(シド)・加藤貴之

## 映像作品

### 映画

#### 「劇場版アルゴナビス 流星のオブリガート」Blu-ray 完全生産限定盤
劇場版第1作を映像ソフト化した作品。2023年3月15日発売。
収録内容
Blu-ray Disc
1. 映画本編
2. 伊藤昌弘、小笠原仁によるスペシャル副音声

CD Disc1（完全生産限定版のみ）
TVアニメ「アルゴナビス from BanG Dream!」オリジナルサウンドトラック1
CD Disc2（完全生産限定版のみ）
TVアニメ「アルゴナビス from BanG Dream!」オリジナルサウンドトラック2

#### 劇場版アルゴナビス AXIA
劇場版第2作を映像ソフト化した作品。2023年9月12日発売。
生産限定版のCDには映画本編に使用された劇中歌、オリジナルサウンドトラックを収録。現状、「Ragnarök」のバージョン違いはこのCDにのみ収録されている。
収録内容
Blu-ray Disc
- 映画本編

CD Disc1（完全生産限定版のみ）
1. MILESTONE
作詞：ASH DA HERO、作曲：御恵明希(シド)、編曲：御恵明希(シド)・加藤貴之、歌 : GYROAXIA
2. Ragnarök
作詞：ASH DA HERO、作曲：御恵明希(シド)、編曲：御恵明希(シド)・加藤貴之、歌 : SYANA
3. Ragnarök GYROAXIA Ver.
作詞：ASH DA HERO、作曲：御恵明希(シド)、編曲：YOUSAY、歌 : GYROAXIA
4. Ragnarök Ren Nanahoshi Ver.
作詞：ASH DA HERO、作曲：御恵明希(シド)、編曲：御恵明希(シド)・加藤貴之、歌 : 七星蓮 from Argonavis

CD Disc2（完全生産限定版のみ）
1. 「劇場版アルゴナビス AXIA」オリジナルサウンドトラック

### 舞台

#### 舞台「ARGONAVIS the Live Stage」
舞台第1作を映像ソフト化した作品。2021年12月8日発売。
収録内容
Blu-ray Disc1
- 本編映像

Blu-ray Disc2
- 全景映像
- オフショット 伊藤昌弘×小笠原 仁×毛利亘宏 スペシャル対談
- 終演後インタビュー 

CD
1. Anthem
作詞・作曲 : SHiNNOSUKE(ROOKiEZ is PUNＫ'D/S.T.U.W)、編曲 :　SHiNNOSUKE(ROOKiEZ is PUNＫ'D/S.T.U.W)、UZ(SPYAIR/S.T.U.W)、歌 : Argonavis

#### 舞台「ARGONAVIS the Live Stage2 ～目醒めの王者と恒星のプログレス～」
舞台第2作を映像ソフト化した作品。2023年6月28日発売。
CDには里塚賢汰のソロ歌唱楽曲「STORM」と、書き下ろし楽曲「Killer Stage」を収録。

### ライブ

#### ARGONAVIS LIVE 2021 JUNCTION A-G
2021年5月30日に富士急ハイランド・コニファーフォレストにて開催されたライブ「JUNCTION A-G」の映像をソフト化した作品。
生産限定盤には本ライブを音源としたライブ版CDを収録。
収録内容
 Blu-ray Disc
- 「ARGONAVIS LIVE 2021 JUNCTION A-G」全編映像

CD (完全生産限定盤のみ)
1. MANIFESTO/GYROAXIA
2. SCATTER/GYROAXIA
3. GETTING HIGH/GYROAXIA
4. Stand by me!!/Argonavis
5. What-if Wonderland!!/Argonavis
6. Steady Goes！/Argonavis
7. GET MYSELF/GYROAXIA
8. IGNITION/GYROAXIA
9. FAR AWAY/GYROAXIA
10. AGAIN/Argonavis
11. Starry Line/Argonavis
12. Y/Argonavis
13. BREAK IT DOWN/GYROAXIA
14. LIAR/GYROAXIA
15. WORLD IS MINE/GYROAXIA
16. WITHOUT ME/GYROAXIA
17. ゴールライン/Argonavis
18. 星がはじまる/Argonavis
19. VOICE/Argonavis
20. JUNCTION/Argonavis
21. STARTING OVER/Argonavis×GYROAXIA